# Isola Polvese
Die Isola Polvese ist eine Insel im Trasimenischen See in Italien. Sie gehört zur Gemeinde Castiglione del Lago und ist im Besitz der Provinz Perugia.

## Geografie
Die Isola Polvese mit einer Fläche von 69,6 Hektar ist die größte der drei Inseln im See.
Die Uferlinie liegt auf einer Höhe von 258 Metern, die höchste Erhebung ist 313,4 Meter hoch. Die maximale Länge beträgt 1,7 Kilometer, die Breite rund 700 Meter.
An der sonnigeren West- und Südseite stehen zahlreiche Olivenbäume; an der Nordküste wachsen vorwiegend Steineichen. Die flachen Uferzonen sind mit ausgedehnten Schilfflächen bewachsen, die Lebensraum für zahlreiche Vogel- und Amphibienarten bieten.

## Infrastruktur
Die Insel ist mehrmals täglich durch eine Schiffsverbindung von San Feliciano aus erreichbar und kann auf gut ausgebauten Spazierwegen begangen werden. Das Restaurant «Il Poggio» war früher eine Jugendherberge.
Auf der Ostseite stehen ausgedehnte Wiesen zum Spielen zur Verfügung; am Sandstrand auf der Nordseite kann gebadet werden.
Im Seminarzentrum mit Kongresssaal stehen in der «Villa Forestiera» und im Gästehaus insgesamt 44 Betten zur Verfügung, in der Villa gibt es ein Restaurant und eine Bar.

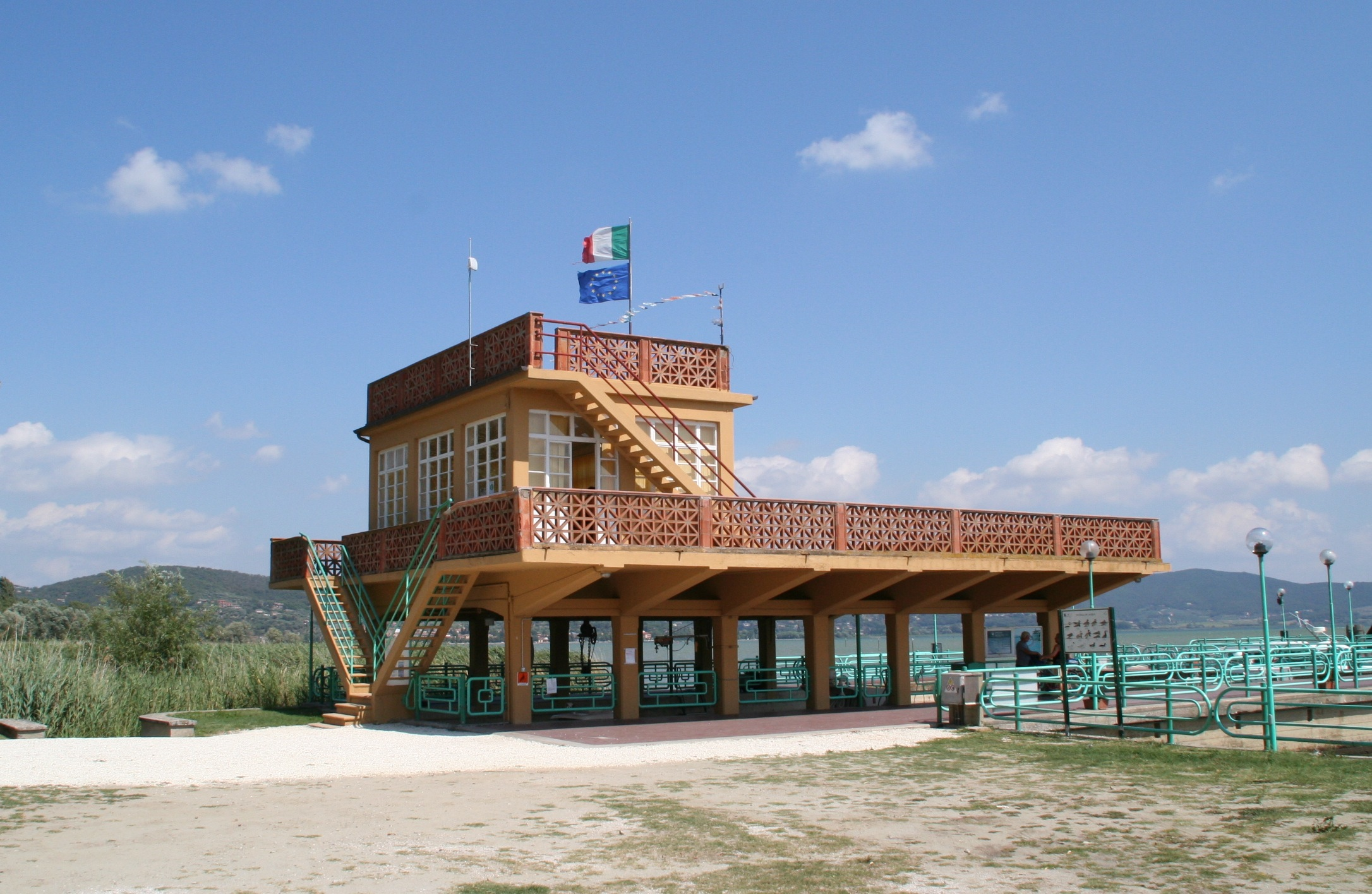
Anlegestelle
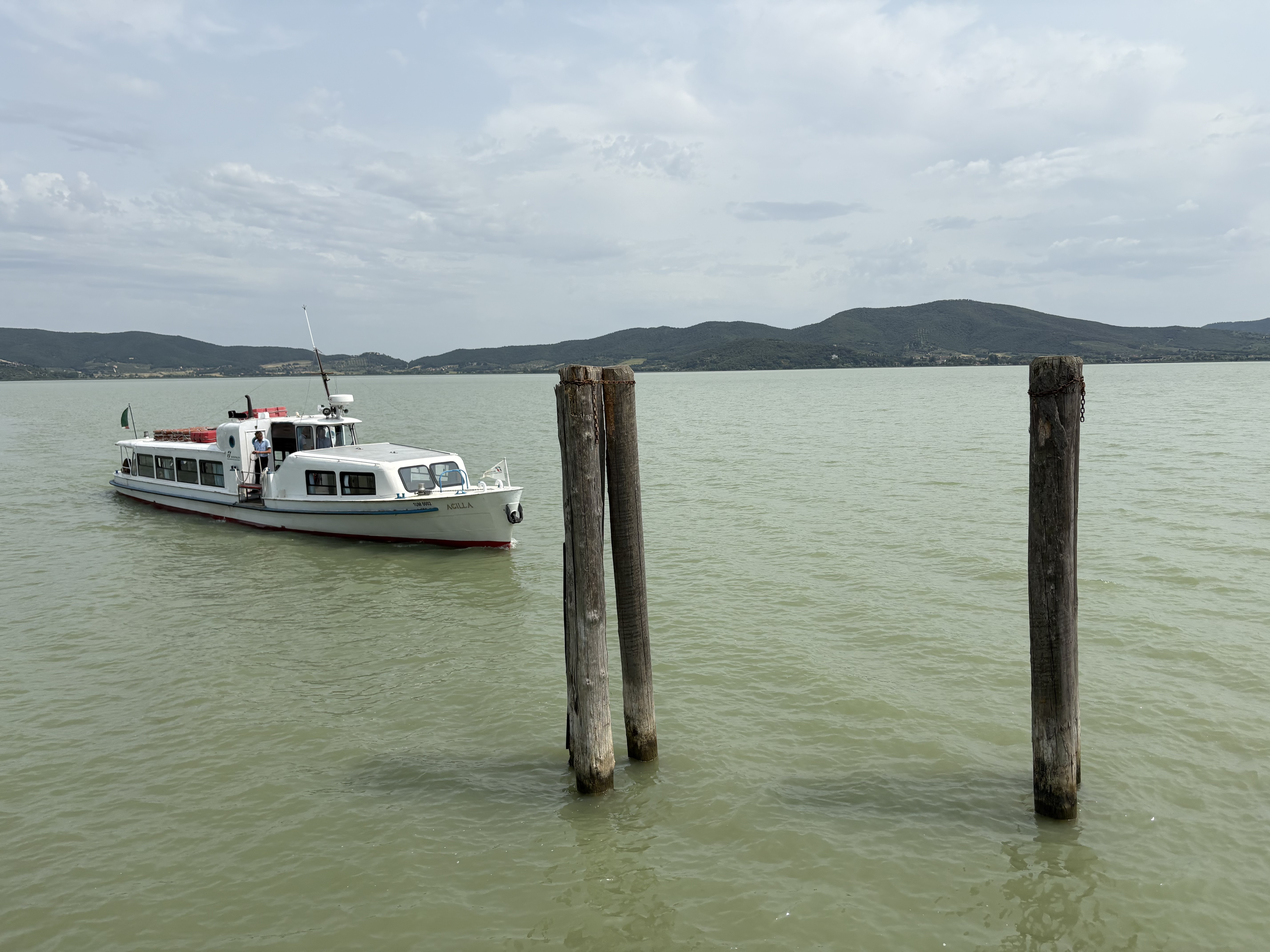
Schiff von San Feliciano
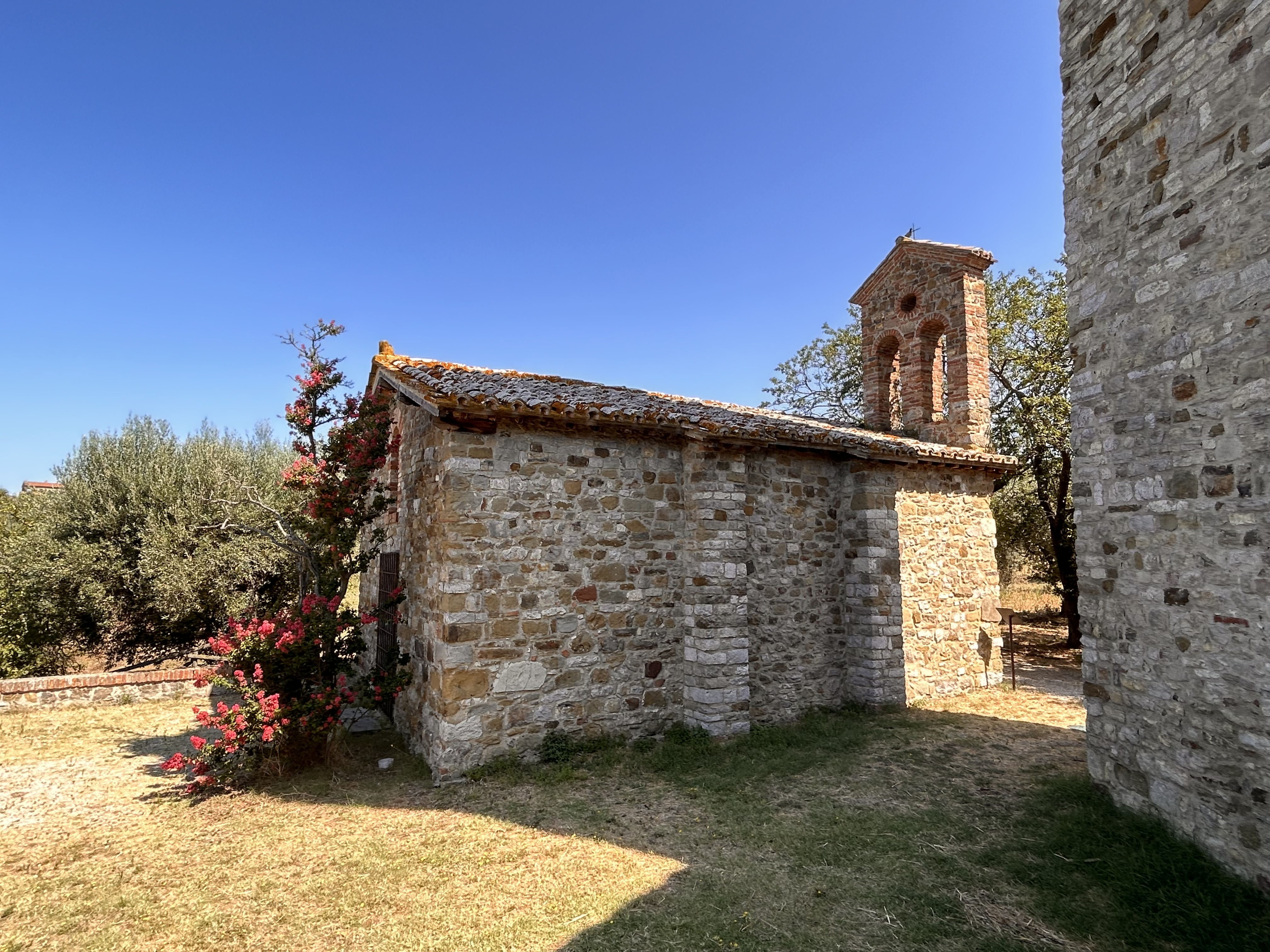
Kirche San Giuliano
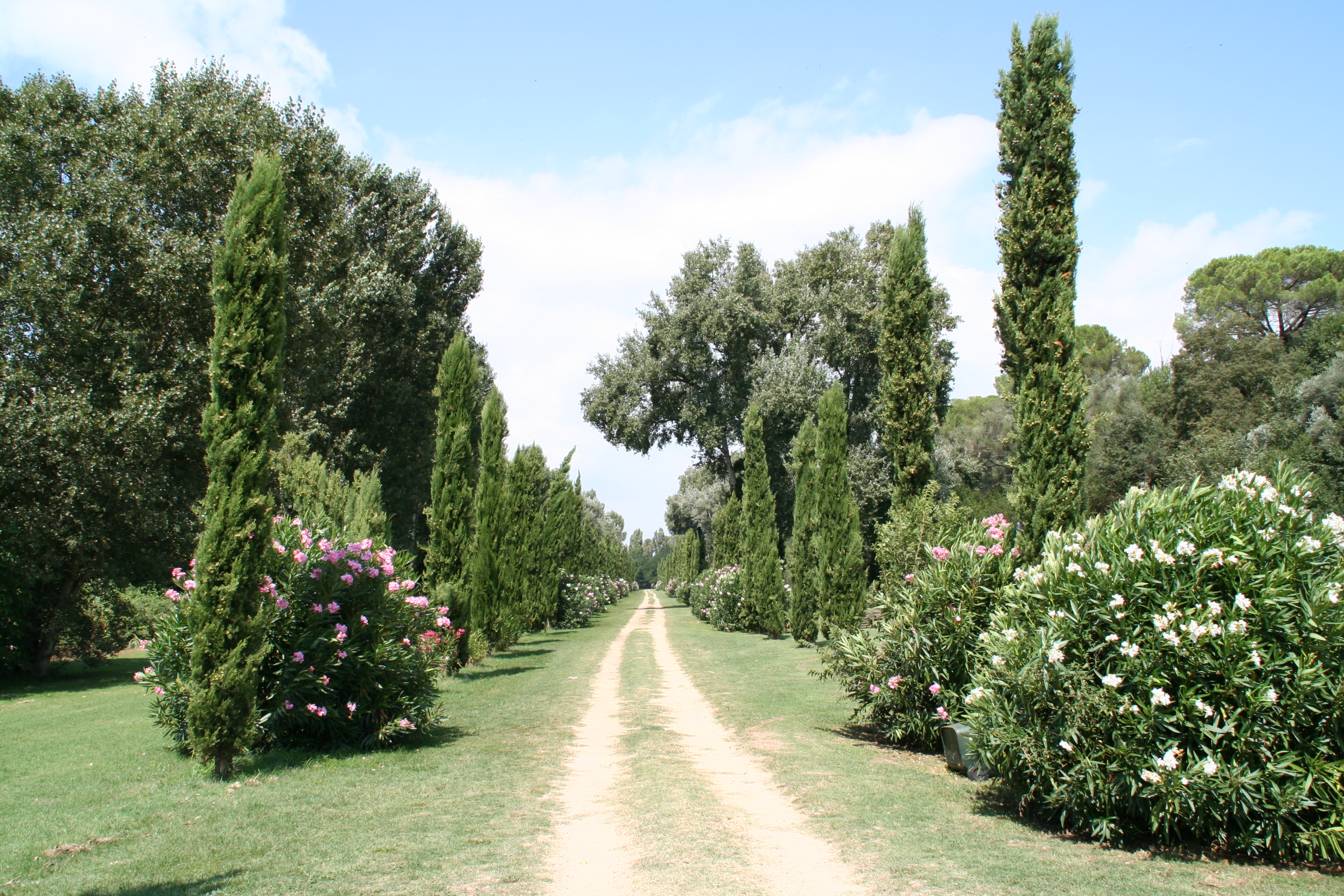
Weg am Südufer
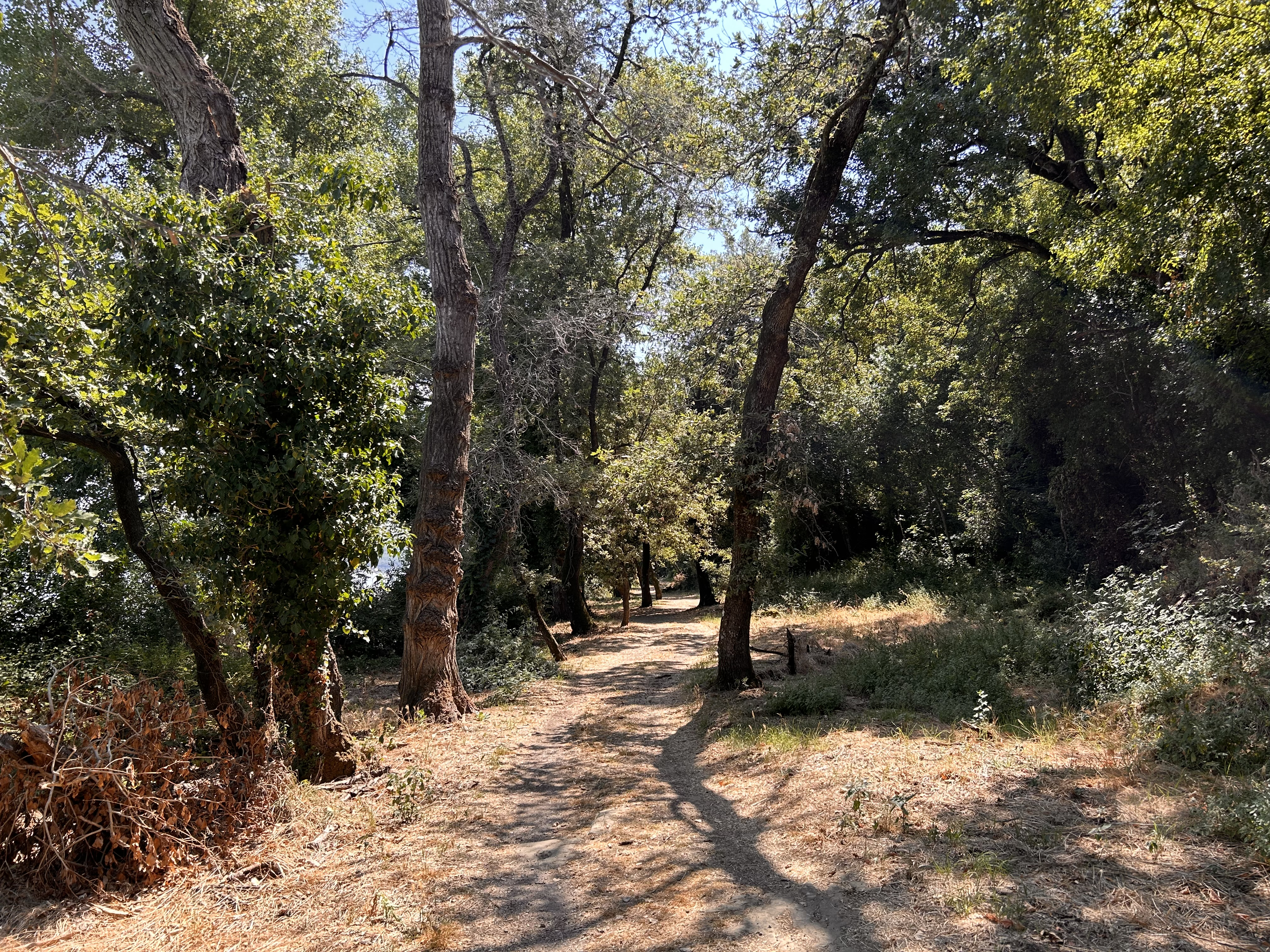
Weg am Nordufer
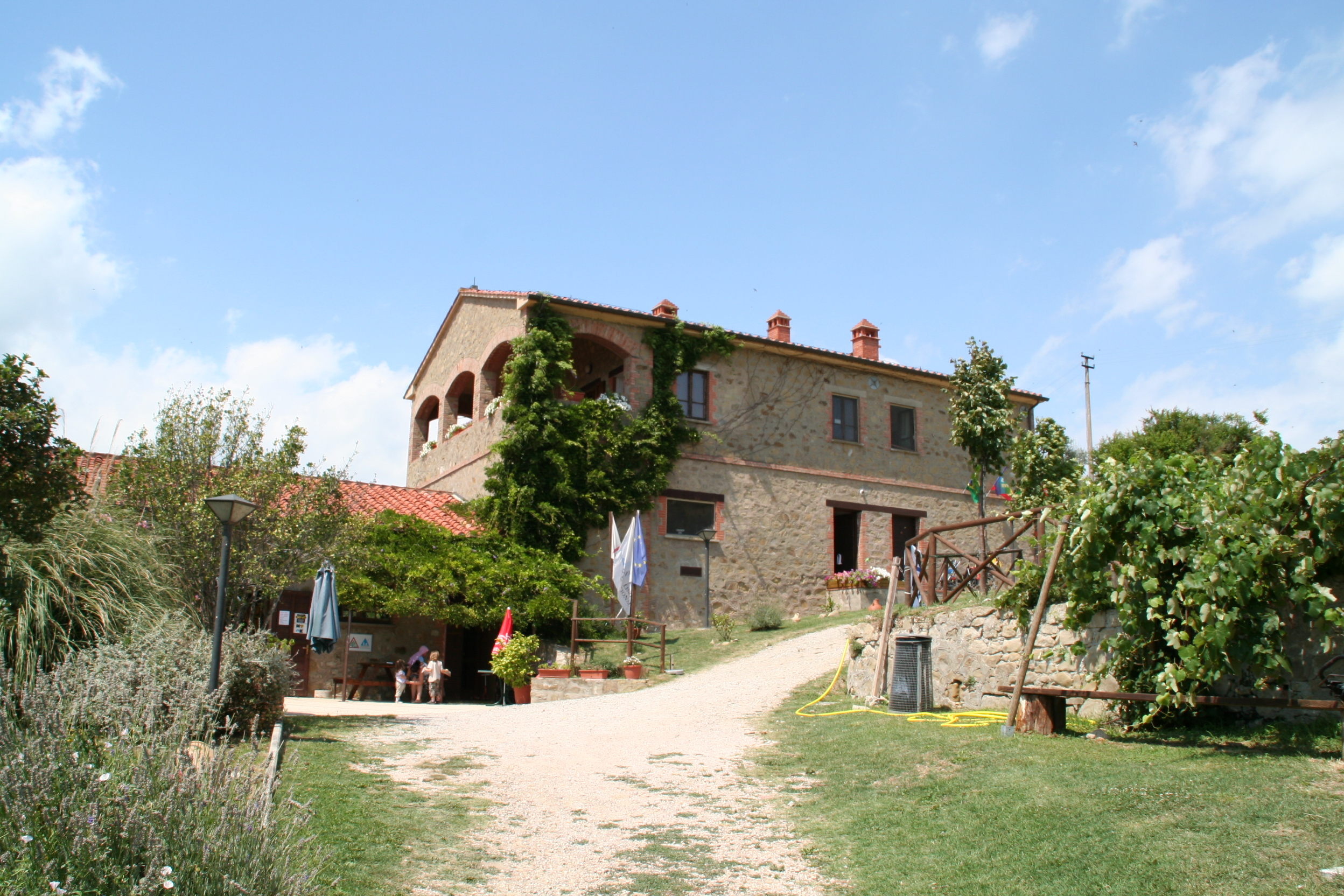
Fattoria „Il Poggio“
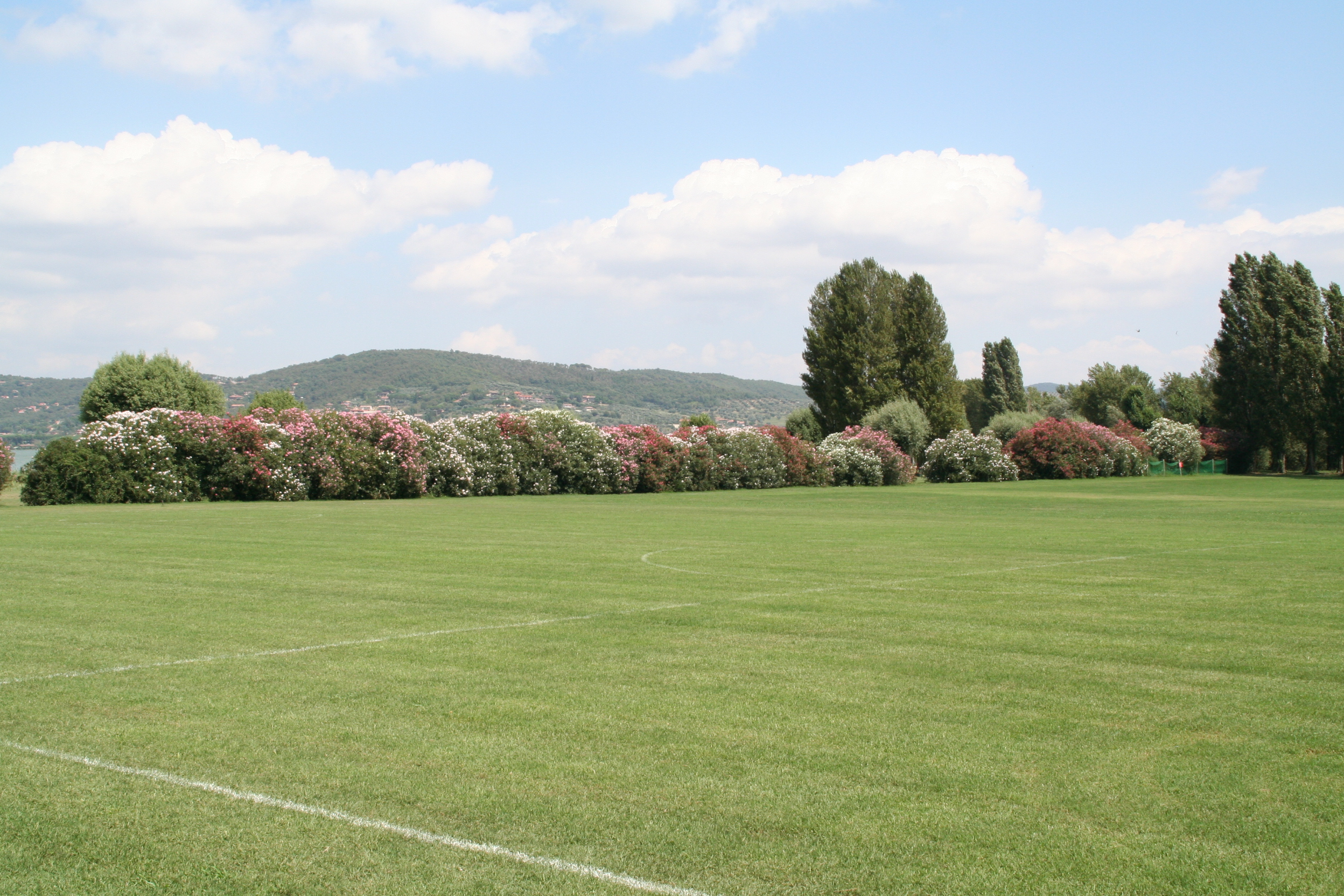
Spielplatz
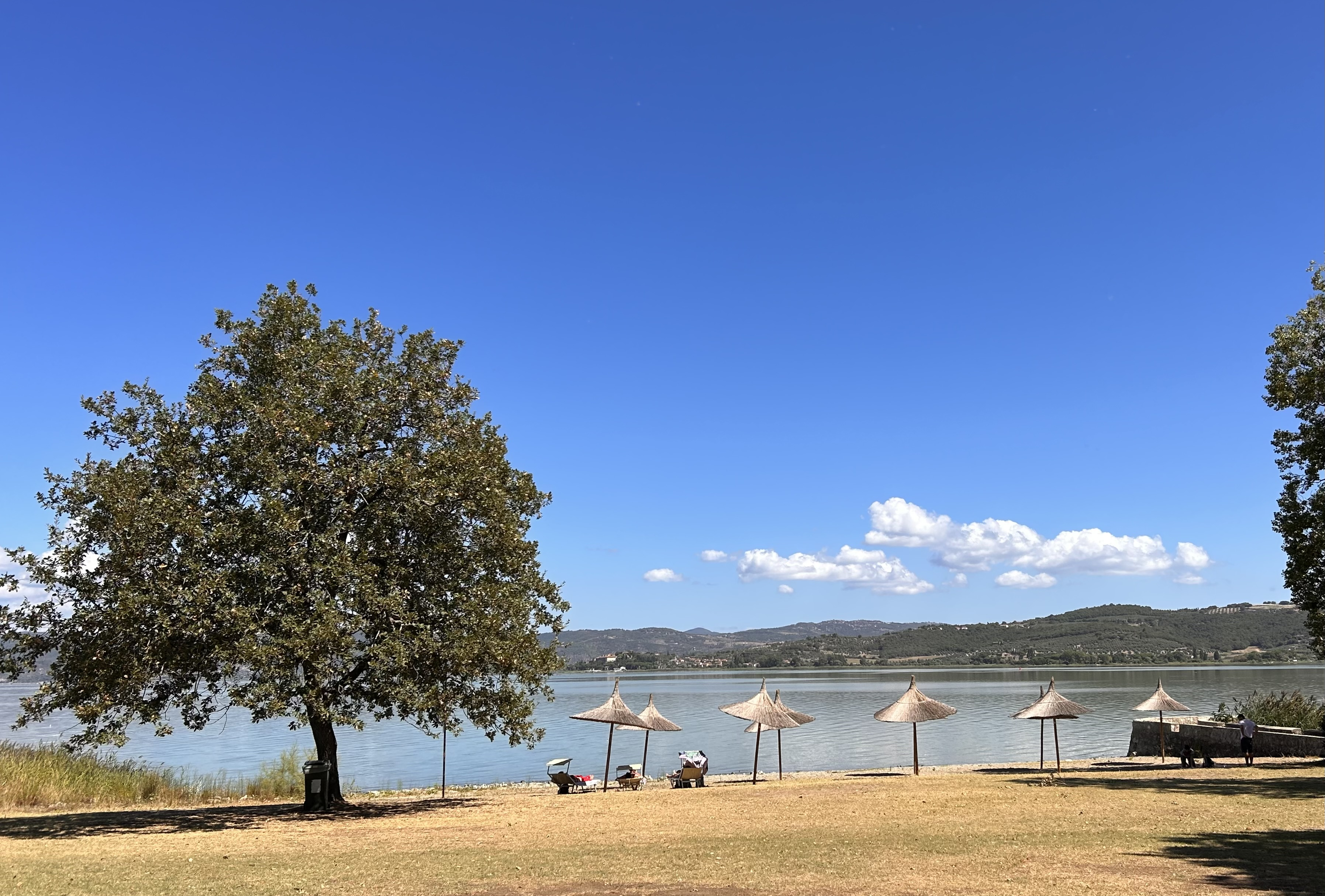
Strand auf der Ostseite
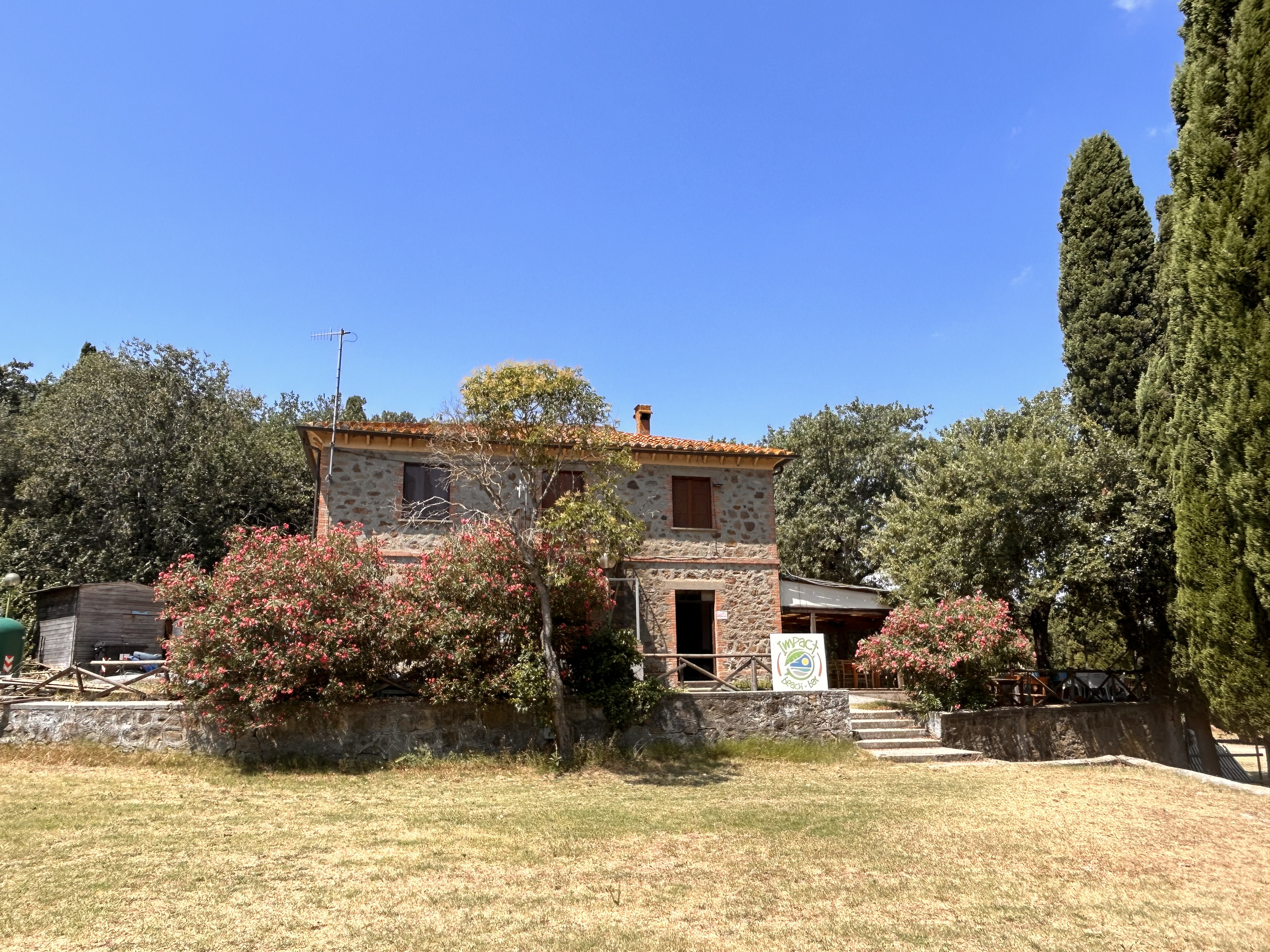
Beach Bar
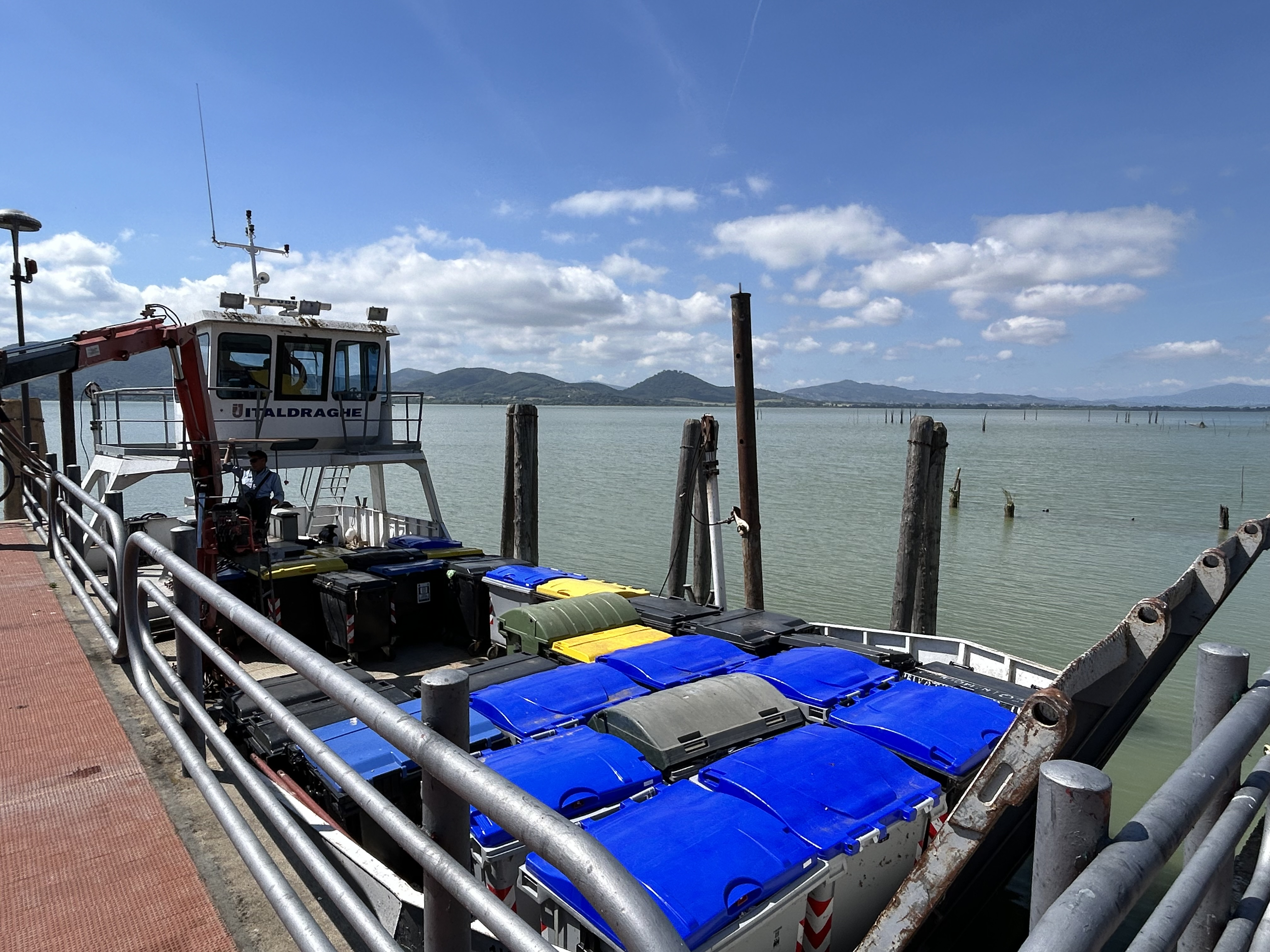
Volle Abfallcontainer werden ans Festland gebracht
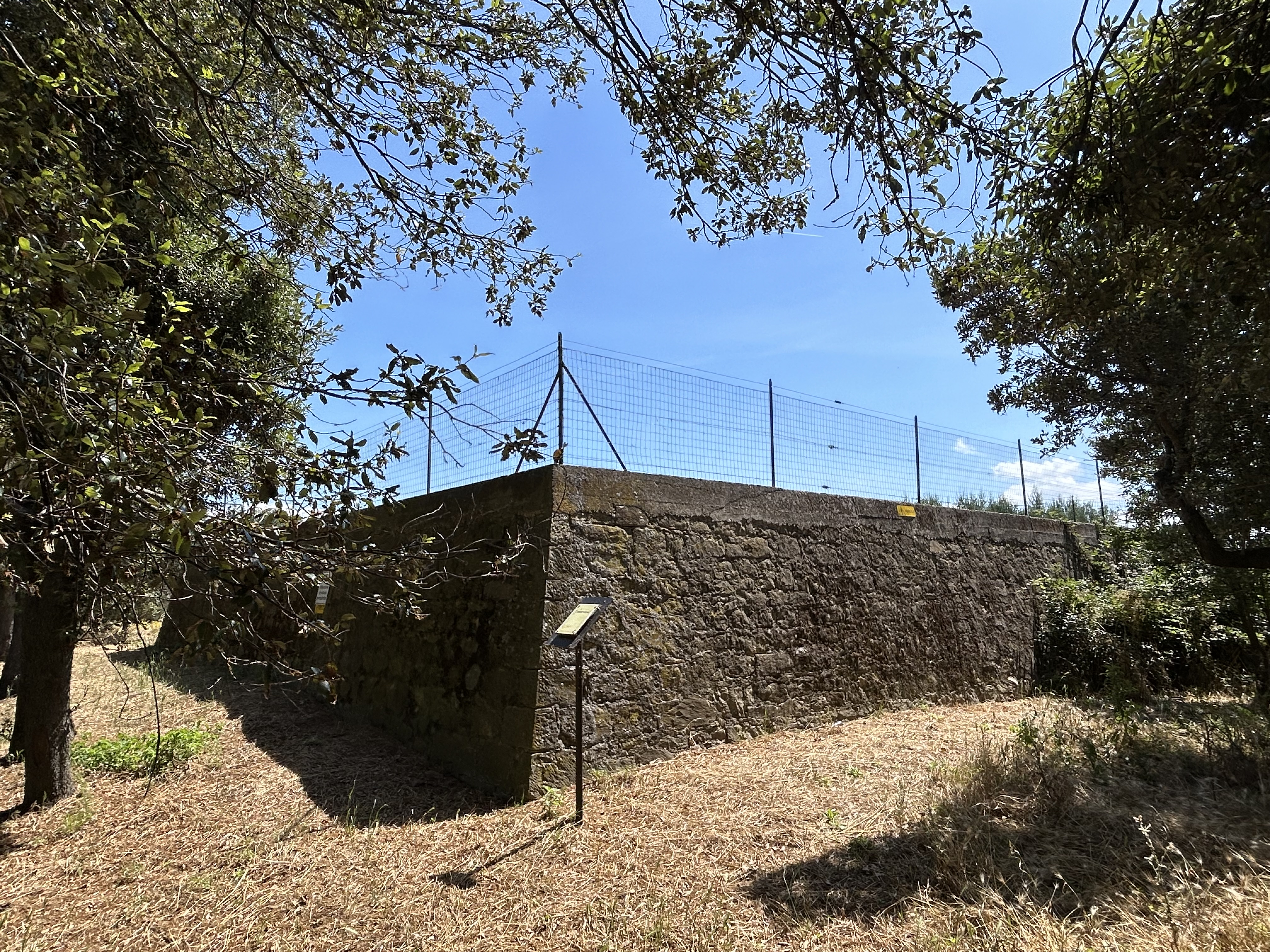
Wasserzisterne auf dem höchsten Punkt der Insel

## Geschichte

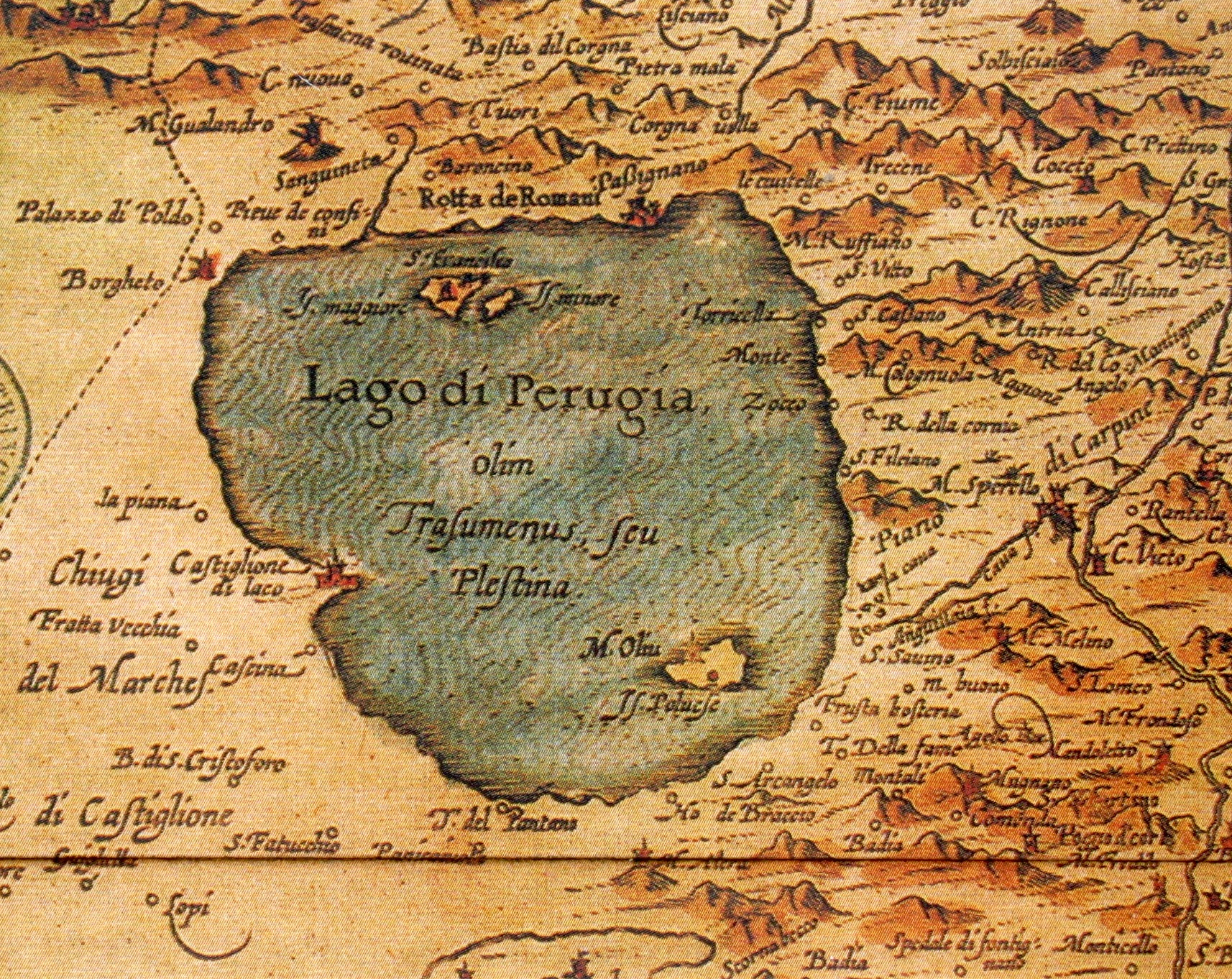
Lago Trasimeno und Isola Polvese auf einer Karte von um 1600

Die Insel war bereits zur Zeit der Etrusker und Römer bewohnt, von derer Epoche sich in der Kirche San Giuliano einzelne Reste von Opus reticulatum erhalten haben. Erstmals schriftlich erwähnt wird die Insel 817 in einem Dokument, in dem Kaiser Ludwig der Fromme Papst Paschalis I. die Stadt Perugia und die drei Inseln des Sees als Lehen vergibt.
1139 begaben sich die Bewohner der Insel unter den Schutz der Stadt Perugia. Die rund 500 Personen lebten vom Fischfang und dem Ertrag ihrer Gärten und brachten es zu einigem Wohlstand. Nach 1482 begannen die Olivetanermönche aus dem Kloster San Secondo, die Insel fast vollständig mit Olivenbäumen zu bepflanzen. 1624 flohen sie vor der Malaria nach Perugia, was zu einem Niedergang des Wohlstands führte. 1643 verursachten die auf der Insel im Castello di Polvese stationierten Truppen des Großherzogtums Toskana beträchtliche Schäden. Während des 18. Jahrhunderts lebten nur noch wenige Dutzend Einwohner auf der Insel.
1841 kauften die Grafen Pianciani aus Spoleto die Insel, die vorwiegend als Jagdgebiet genutzt wurde. 1890 wurde Ferdinando Cesaroni (1836–1912) Besitzer der Insel. 1917 erbte sie seine Nichte Fernanda Gobba, die mit dem Schriftsteller und Journalisten Ugo Ojetti verheiratet war.

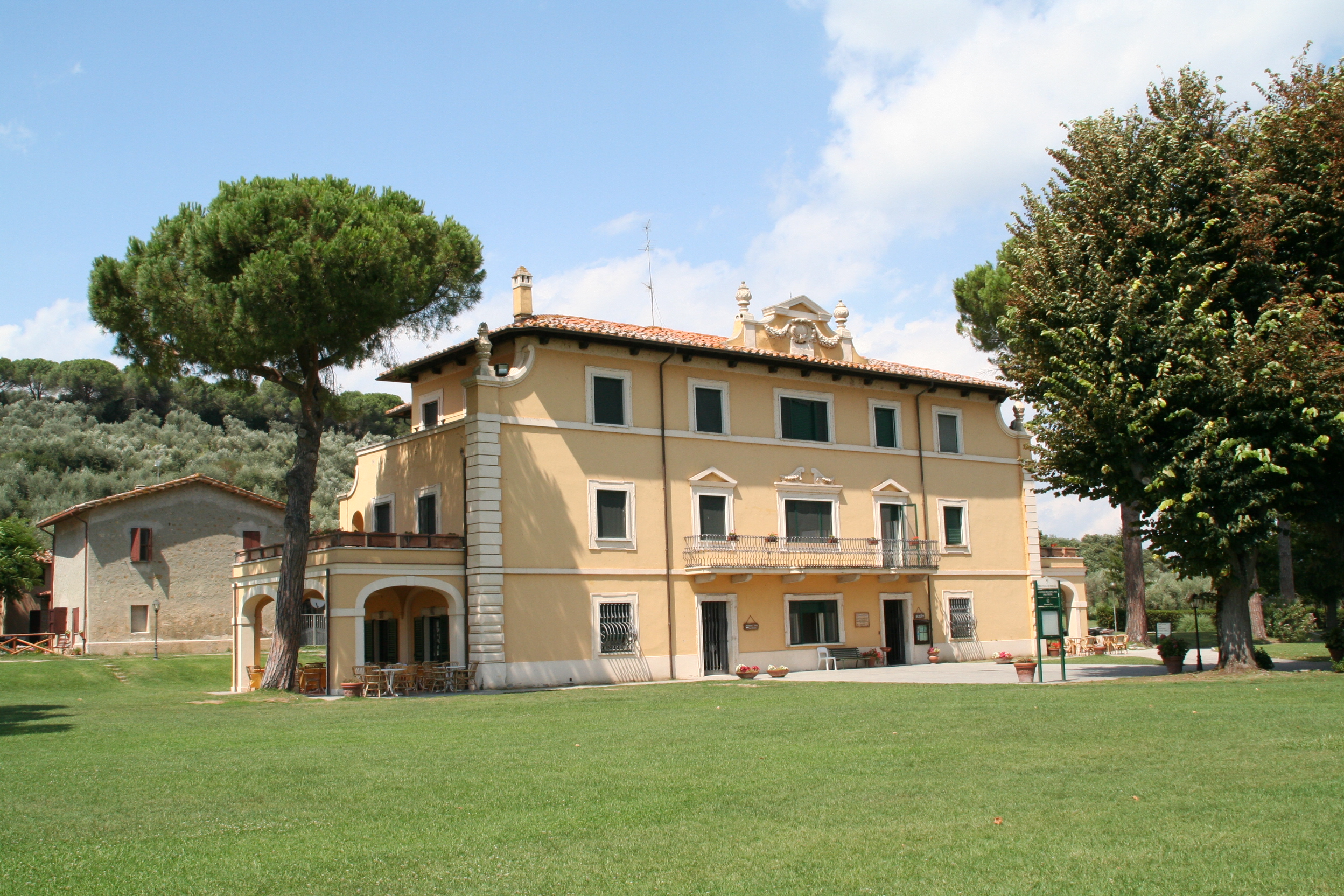
Villa Forestiera

1939 kam die Insel in den Besitz von Biagio Biagiotti, der die Casa Merlata („Haus mit den Zinnen“) bauen ließ. Zudem förderte er die Landwirtschaft. In jener Zeit lebten rund 30 Personen auf der Insel. Der von ihm begonnene Bau der „Villa Forestiera“ wurde von seinem Nachfolger Citterio zu Ende geführt.
1959 wurde die Insel vom Mailänder Grafen Giannino Citterio gekauft, der unter anderem den Wasserpflanzengarten erstellen ließ. Nach dem Erwerb durch die Provinz Perugia im Jahr 1972 entwickelte sie sich zu einem beliebten Naherholungsgebiet. Der größte Teil ist Naturschutzgebiet und darf nicht bebaut werden.
1995 wurde die Isola Polvese von der Provinz Perugia zu einem „wissenschaftlich-didaktischen Naturpark“ erklärt. Der Park dient als Ausgangspunkt für Forschungen und Experimente sowie zur Ausbildung und Schulungen im Zeichen des Umweltschutzes.
2005 erhielt die Insel eine Umweltauszeichnung. Sie unterliegt regelmäßigen Kontrollen zur Umweltqualität nach internationalen Richtlinien. 2007 wurde die Insel für den EDEN-Preis für „Herausragende europäische Reiseziele“ (European Destinations of Excellence) vorgeschlagen.

## Sehenswürdigkeiten
Neben den landschaftlichen Sehenswürdigkeiten wie Gärten, Bäume und Pflanzen stehen auf der Insel Ruinen von historischen Gebäuden:

### Kastell
Vom Kastell aus dem 14. Jahrhundert haben sich der Turm und die Mauertürme mit der Ringmauer in Form eines Fünfecks erhalten. Die mit 85 Metern längste Mauer an der Südseite stand früher direkt am Wasser. Der terrassierte Innenhof war nicht überbaut.
In der Renaissance wurde das Verteidigungssystem durch Kanonen verstärkt, die in den Türmen auf zwei Etagen eingebaut wurden. Das Gebäude war nie eine Residenz für Herrscher, sondern war Fluchtort für die Bevölkerung in Kriegszeiten.
Neben dem Kastell steht im Norden die kleine, im Inneren mit Fresken bemalte Kirche San Giuliano aus dem 11. Jahrhundert.

### Kloster
Das zweistöckige Kloster San Secondo der Olivetanermönche stand im Nordwesten der Insel. Es schloss sich rechtwinklig an die Klosterkirche an und wurde 1482 durch ein Dekret des Papstes Sixtus IV. erbaut. 1624 wurde es verlassen.
Die dreischiffige Klosterkirche mit Krypta und Apsis wurde 1014 erstmal bezeugt. Von ihr haben sich nur die äußeren Mauern erhalten. Das Klostergebäude wurde im Sommer 2011 instand gesetzt. Es ist nicht öffentlich zugänglich.

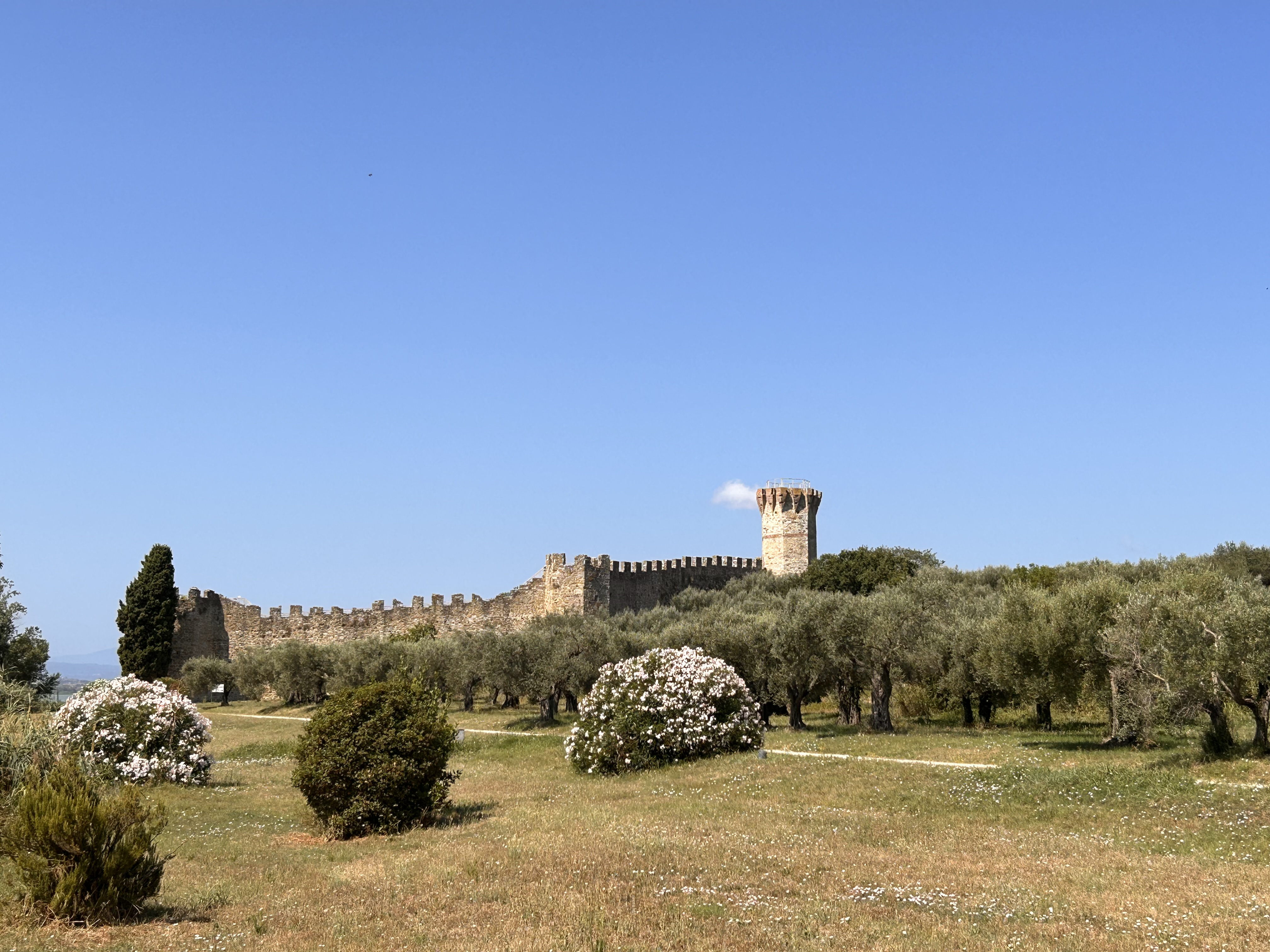
Castello
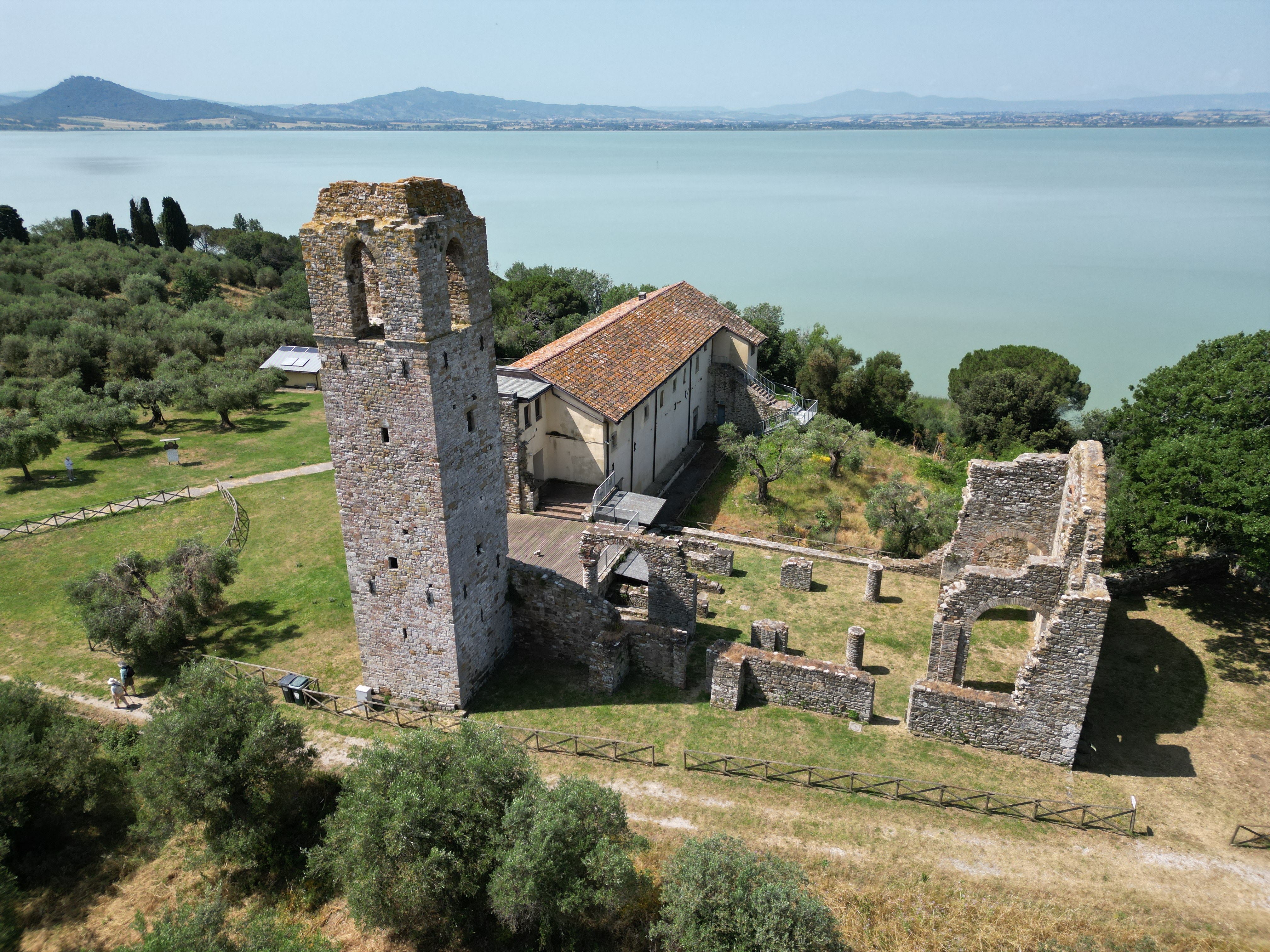
Ruinen Kirche San Secondo
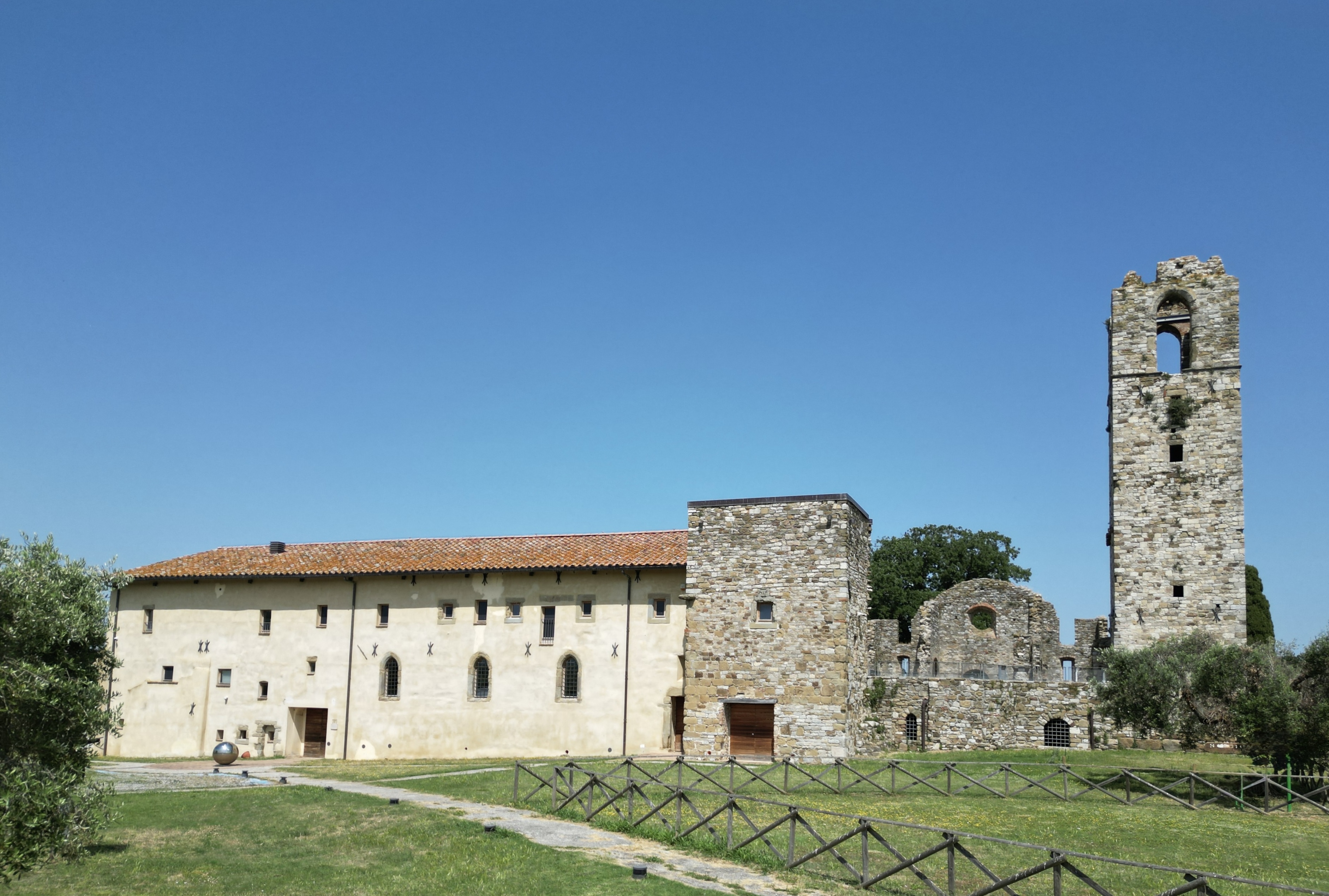
Kloster und Kirche
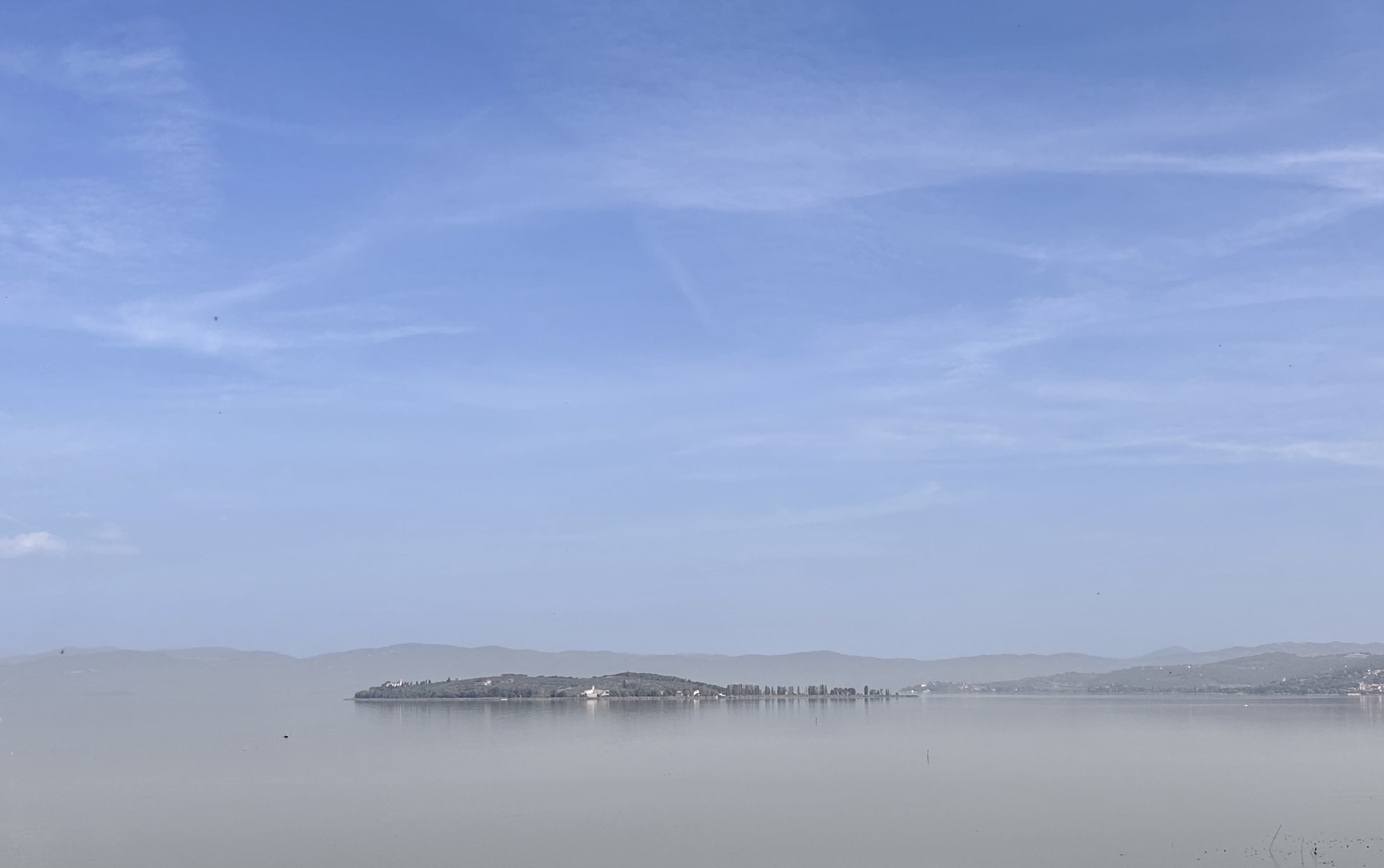
Oktober 2023

Auf dem höchsten Punkt der Insel steht eine mächtige offene Wasserzisterne.

### Wasserpflanzengarten

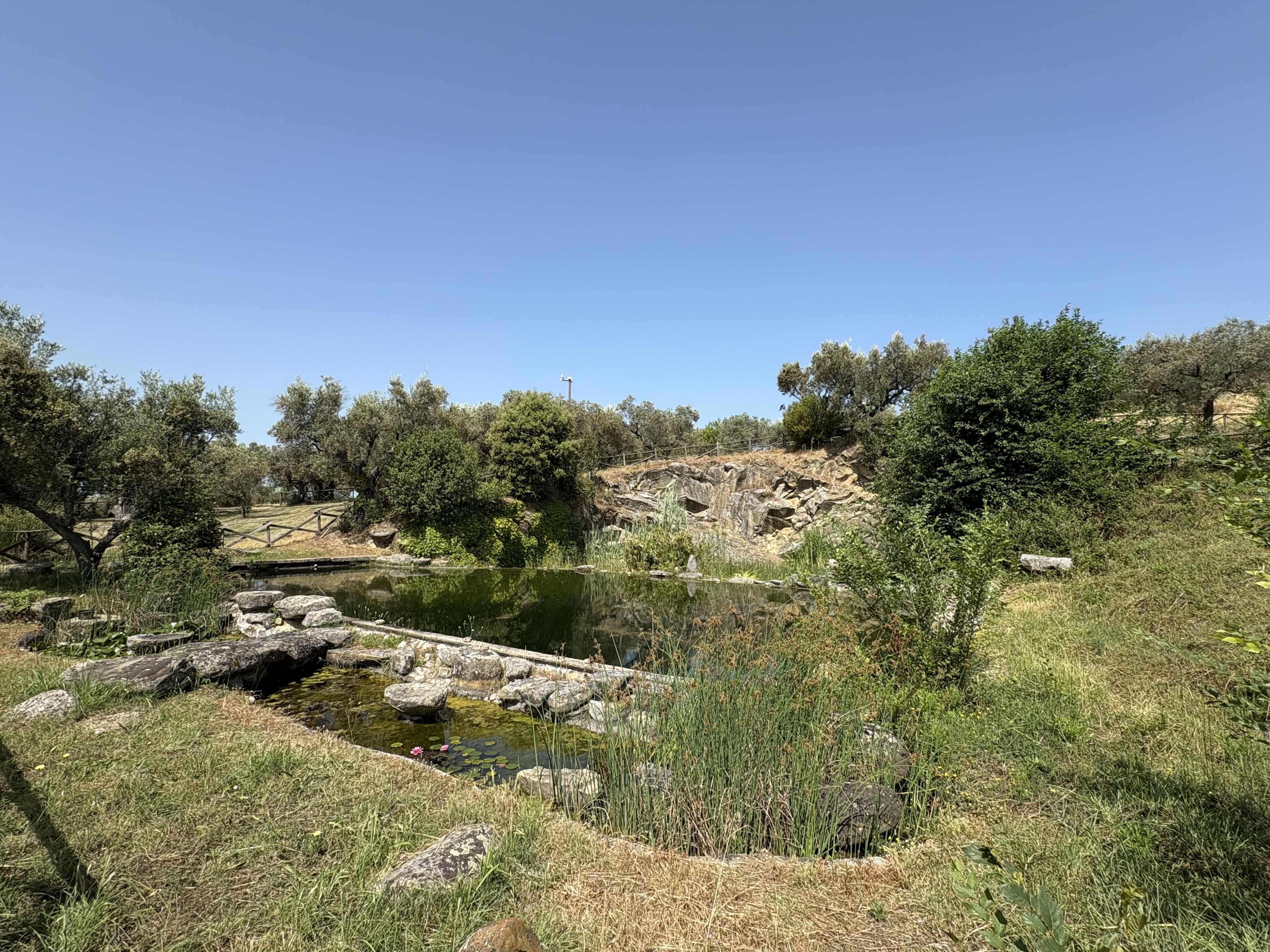
Giardino Porcinai

Der Giardino delle Piante Acquatiche wurde 1959/60 in einem alten Kalksteinbruch durch den Florentiner Landschaftsarchitekten Pietro Porcinai (1910–1986) gestaltet. Verschiedene Wannen sind aus dem Fels geschlagen, die tiefste weist eine maximale Tiefe von 5,3 Metern auf. Gespeist werden die Becken durch Seewasser. Umgeben sind sie von Wiesen mit Olivenbäumen und landestypischen Pflanzen wie Erdbeerbäume, Myrten, Thymian und Lavendel.